# Bruno Durocher
Pour les articles homonymes, voir Durocher.
Bruno Durocher (né Bronisław Kamiński le 4 mai 1919 à Cracovie en Pologne - 9 juillet 1996 dans le 19e arrondissement de Paris) est un poète et un écrivain français d'origine polonaise.

## Biographie
Bruno Durocher a choisi, après six années de camp de concentration, de devenir écrivain français. Le jeune « Rimbaud polonais » comme le nommait la critique a été salué par ses pairs : Paul Éluard, Blaise Cendrars, René Char… dès la publication de son premier livre en français, Chemin de couleur, en 1949.
Il a groupé, dans À l'image de l'homme (1956), toutes ses plaquettes anterieures et de nombreux inédits. Poète qui ne sait « où se situer pour ne pas mourir », il ne conçoit la poésie qu'affamée de Dieu, prophétique, éloquente quant à la forme. Ses versets ont l'accent même de la Bible.[réf. nécessaire]
En 1949, il fonde la revue Caractères avec Jean Tardieu, Jean Follain et André Frénaud, qui se double en 1950 de la maison d'édition Caractères.

### Prix
- Prix Roberge (1972) et prix Broquette-Gonin (littérature) (1977) de l’Académie française
- Prix du Mont Saint Michel
- Prix Europe en 1998 (à titre posthume)

## Œuvres

### En polonais
Son œuvre en polonais parue en Pologne.
- 1937 : Przeciw
- 1938 : Pieśni barbarzyńcy
- 1946 : Bajki
- 1947 : Obraz człowieka
- 1947 : Paweł Wójcik
- 1960 : Rozmowa z czasem
- 1962 : Poezja Czarnej Afryki

### En français
Son œuvre en français parue en France.

#### Poésie
- 1949 : Chemin de couleur[2], éditions Pierre Seghers
- 1958 : Proses, éditions Caractères
- 1972 : Effacement du cercle, bois gravés de Georges Visconti, éditions Caractères
- 1972 : Chant de la Pologne, éditions Caractères
- 1976 : À l’image de l’homme, éditions Caractères
- 1981 : Lueurs, éditions Caractères
- 1986 : Seter ha setarim
- 1988 : Au bord de la nuit
- 1992 : Écorces
- 1994 : Étranger

#### Romans et récits
- 1977 : La Foire de Don Quichotte, éditions Caractères
- 1979 : Le Livre de l'homme, éditions Caractères
- 1981 : Et l'homme blanc écrivait son histoire, éditions Caractères, dont la réalisatrice Anne Caprile tirera en 1990 le moyen métrage documentaire « Bronislaw » présenté à la Bibliothèque Nationale de France le 6 décembre 2006[3] et au Mémorial de la Shoah le 12 janvier 2020[4]
- 1983 : Trente jours avant la fin du monde, éditions Caractères
- 2006 : Ni idoles, ni étoiles…, éditions Caractères[5]

#### Théâtre
- 1985 : Les Revenants, éditions Caractères
- 1985 : Petites pièces et images, éditions Caractères

#### Essai
- 1977 : Propositions, éditions Caractères